# St. Katharina (Embsen)

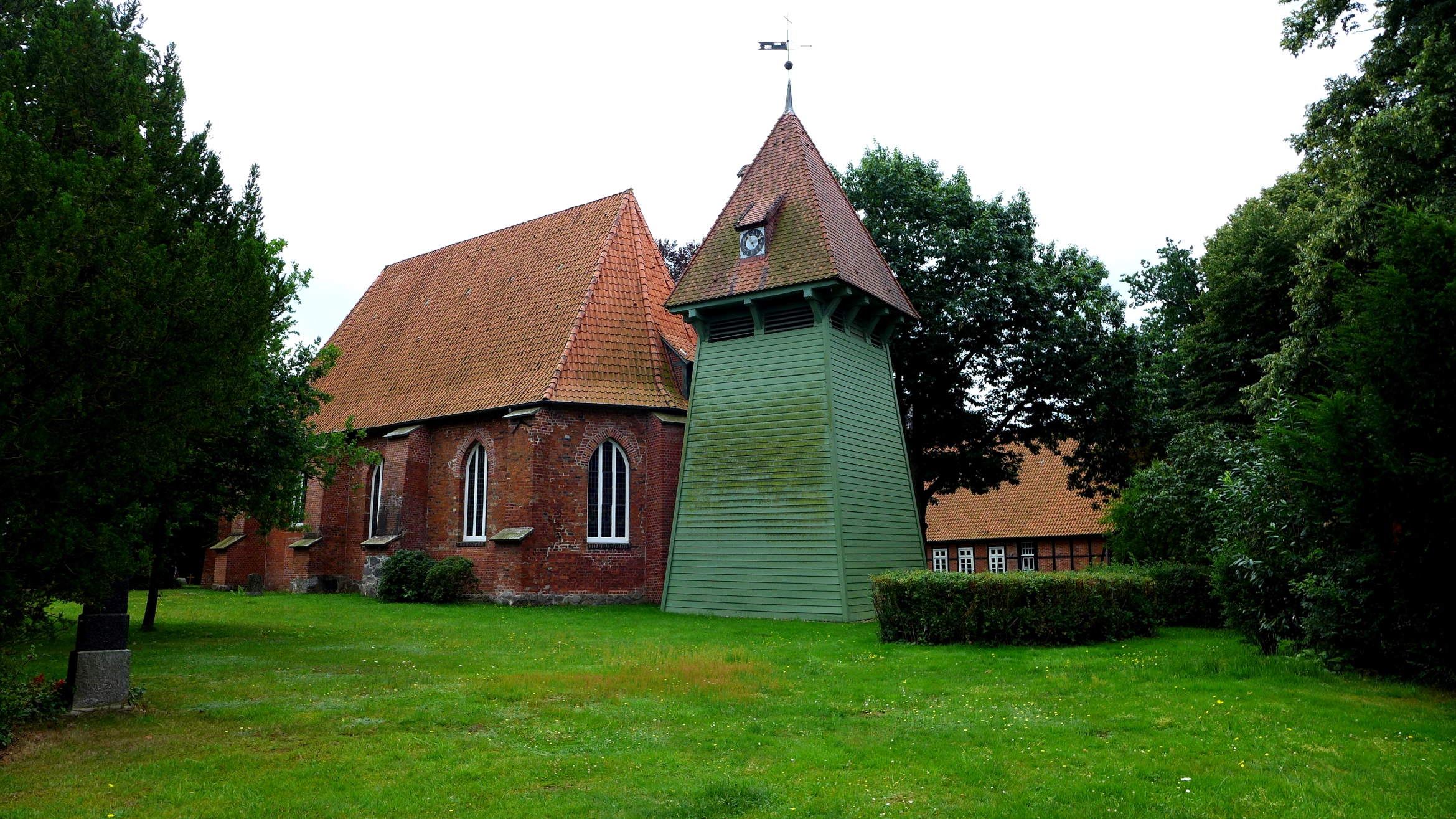
St. Katharina

Die evangelisch-lutherische, denkmalgeschützte Kirche St. Katharina steht in Embsen, einer Gemeinde im Landkreis Lüneburg in Niedersachsen. Die Kirchengemeinde gehört zum Kirchenkreis Lüneburg im Sprengel Lüneburg der Evangelisch-lutherischen Landeskirche Hannovers.

## Beschreibung
Eine schlichte Holzkirche wurde um 1280 erbaut. Sie wurde von Manneke von Estorff vom Rittergut Barnstedt gestiftet, der das Kirchenpatronat hatte. 1380 machte sie einer spätgotischen Saalkirche zu drei querrechteckigen Jochen aus Backsteinen Platz, die im Osten einen 5/10-Schluss und im Westen einen 3/6-Schluss hatte. Die Wände des Kirchenschiffs werden von Strebepfeilern gestützt. An der Südseite wurden 1765 ein Anbau aus Holzfachwerk und an der Nordseite eine Sakristei errichtet. Westlich der Kirche befindet sich ein freistehender, hölzerner Glockenturm aus der Mitte des 17. Jahrhunderts. Er ist mit einem Pyramidendach bedeckt, in dem sich die Turmuhr befindet, zu der eine Schlagglocke gehört. In seinem Glockenstuhl hängen 2 Kirchenglocken, die ältere wurde um 1200, die jüngere 1440 gegossen. Zwischen 1848 und 1852 wurden unter Ludwig Hellner umfassende Renovierungs- und Umbauarbeiten vorgenommen, bei denen der Anbau aus Holzfachwerk und die Sakristei abgebrochen wurden. Der Innenraum wurde grundlegend neu gestaltet. Der frühere Schnitzaltar wurde durch einen Kanzelaltar ersetzt. Es wurden neue Bogenfenster eingebaut und der Innenraum erhielt seitlich Priechen. Die fünf Bleiglasfenster im Chor hat 1955 Hans Matschinski entworfen. Sie stellen Weihnachten, die Taufe Jesu, die Kreuzigung, die Auferstehung Jesu Christi und Pfingsten dar. Beim Umbau von 1955 wurden der Kanzelaltar und die Priechen wieder entfernt. Jetzt steht in der Kirche ein schlichter, gemauerter Blockaltar. Außen an der Südseite der Kirche befindet sich seit 1595 eine Sonnenuhr.
1867 wurde die erste Orgel gebaut. In den 1950er Jahren wurde das Werk durch Emanuel Kemper instand gesetzt und die Disposition in barocke Stimmung verändert. 1977 wurde sie von Alfred Führer und 2000/01 von Michael Becker restauriert.